# 41e législature du Canada

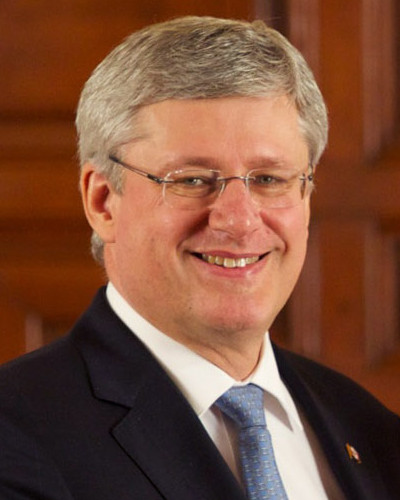
Stephen Harper est le premier ministre de cette législature

La 41e législature du Canada est la législature du Parlement du Canada du 30 mai 2011 au 2 août 2015. Les députés de cette législature ont été élus lors de l'élection fédérale du 2 mai 2011. 
Le gouvernement est formé par le Parti conservateur sous la conduite du premier ministre Stephen Harper. C'est le troisième mandat conservateur mais le premier majoritaire, les conservateurs n'ayant remporté qu'une minorité lors des élections de 2006 et 2008.
L'Opposition officielle est formée par le Nouveau Parti démocratique. C'est la première fois que le NPD occupe ce statut. Le chef de l'opposition est Jack Layton jusqu'à son décès le 22 août 2011. Il est provisoirement remplacé par Nycole Turmel puis Thomas Mulcair est élu le 24 mars 2012.

## Représentation des partis
| Affiliation       | Affiliation                     | Députés               | Députés          | Sénateurs                  | Sénateurs        |
| Affiliation       | Affiliation                     | 2008 Après l'élection | À la dissolution | 2008 Le jour de l'élection | À la dissolution |
| ----------------- | ------------------------------- | --------------------- | ---------------- | -------------------------- | ---------------- |
|                   | Parti conservateur              | 166                   | 159              | 52                         | 47               |
|                   | NPD                             | 103                   | 95               | 0                          | 0                |
|                   | Parti libéral                   | 34                    | 36               | 46                         | 29               |
|                   | Bloc québécois                  | 4                     | 2                | 0                          | 0                |
|                   | Parti vert                      | 1                     | 2                | 0                          | 0                |
|                   | Forces et Démocratie            | 0                     | 2                | 0                          | 0                |
|                   | Parti progressiste-conservateur | 0                     | 0                | 2                          | 1                |
|                   | Indépendants                    | 0                     | 8                | 2                          | 6                |
| Total des membres | Total des membres               | 308                   | 304              | 103                        | 83               |
|                   | Vacants                         | 0                     | 4                | 0                          | 20               |
| Total des sièges  | Total des sièges                | 308                   | 308              | 103                        | 103              |

## Liste des députés
Voici la liste des députés à la Chambre des communes du Canada pour la 41e législature du Canada. Les membres du conseil des ministres sont en caractères gras et les chefs de parti sont en italiques.

### Alberta
|  | Nom                        | Parti                    | Circonscription              |
|  | -------------------------- | ------------------------ | ---------------------------- |
|  | Lee Richardson (2004-2012) | Conservateur             | Calgary-Centre               |
|  | Joan Crockatt (2012-)      | Conservateur             | Calgary-Centre               |
|  | Michelle Rempel            | Conservateur             | Calgary-Centre-Nord          |
|  | Deepak Obhrai              | Conservateur             | Calgary-Est                  |
|  | Devinder Shory             | Conservateur             | Calgary-Nord-Est             |
|  | Diane Ablonczy             | Conservateur             | Calgary—Nose Hill            |
|  | Rob Anders                 | Conservateur             | Calgary-Ouest                |
|  | Jason Kenney               | Conservateur             | Calgary-Sud-Est              |
|  | Stephen Harper             | Conservateur             | Calgary-Sud-Ouest            |
|  | Kevin Sorenson             | Conservateur             | Crowfoot                     |
|  | Laurie Hawn                | Conservateur             | Edmonton-Centre              |
|  | Peter Goldring             | Conservateur (2003-2011) | Edmonton-Est                 |
|  | Peter Goldring             | Indépendant (2011-2013)  | Edmonton-Est                 |
|  | Peter Goldring             | Conservateur (2013-)     | Edmonton-Est                 |
|  | James Rajotte              | Conservateur             | Edmonton—Leduc               |
|  | Mike Lake                  | Conservateur             | Edmonton—Mill Woods—Beaumont |
|  | Brent Rathgeber            | Conservateur (2008-2013) | Edmonton—St. Albert          |
|  | Brent Rathgeber            | Indépendant (2013-)      | Edmonton—St. Albert          |
|  | Rona Ambrose               | Conservateur             | Edmonton—Spruce Grove        |
|  | Tim Uppal                  | Indépendent              | Edmonton—Sherwood Park       |
|  | Linda Duncan               | NPD                      | Edmonton—Strathcona          |
|  | Brian Jean (1993-2014)     | Conservateur             | Fort McMurray—Athabasca      |
|  | David Yurdiga (2014-2015)  | Conservateur             | Fort McMurray—Athabasca      |
|  | Rick Casson                | Conservateur             | Lethbridge                   |
|  | Ted Menzies (2004-2013)    | Conservateur             | Macleod                      |
|  | John Barlow (2013-2015)    | Conservateur             | Macleod                      |
|  | LaVar Payne                | Conservateur             | Medicine Hat                 |
|  | Chris Warkentin            | Conservateur             | Peace River                  |
|  | Earl Dreeshen              | Conservateur             | Red Deer                     |
|  | Leon Benoit                | Conservateur             | Vegreville—Wainwright        |
|  | Brian Storseth             | Conservateur             | Westlock—St. Paul            |
|  | Blaine Calkins             | Conservateur             | Wetaskiwin                   |
|  | Blake Richards             | Conservateur             | Wild Rose                    |
|  | Rob Merrifield             | Conservateur             | Yellowhead                   |

### Colombie-Britannique
|  | Nom                       | Parti        | Circonscription                                  |
|  | ------------------------- | ------------ | ------------------------------------------------ |
|  | Ed Fast                   | Conservateur | Abbotsford                                       |
|  | Kennedy Stewart           | NPD          | Burnaby—Douglas                                  |
|  | Peter Julian              | NPD          | Burnaby—New Westminster                          |
|  | Richard Harris            | Conservateur | Cariboo—Prince George                            |
|  | Mark Strahl               | Conservateur | Chilliwack—Fraser Canyon                         |
|  | Alex Atamanenko           | NPD          | Colombie-Britannique-Southern Interior           |
|  | Kerry-Lynne Findlay       | Conservateur | Delta—Richmond-Est                               |
|  | Randall Garrison          | NPD          | Esquimalt—Juan de Fuca                           |
|  | Nina Grewal               | Conservateur | Fleetwood—Port Kells                             |
|  | John Duncan               | Conservateur | Île de Vancouver-Nord                            |
|  | Cathy McLeod              | Conservateur | Kamloops—Thompson—Cariboo                        |
|  | Ron Cannan                | Conservateur | Kelowna—Lake Country                             |
|  | David Wilks               | Conservateur | Kootenay—Columbia                                |
|  | Mark Warawa               | Conservateur | Langley                                          |
|  | James Lunney              | Conservateur | Nanaimo—Alberni                                  |
|  | Jean Crowder              | NPD          | Nanaimo—Cowichan                                 |
|  | Fin Donnelly              | NPD          | New Westminster—Coquitlam                        |
|  | Jinny Sims                | NPD          | Newton—Delta-Nord                                |
|  | Andrew Saxton             | Conservateur | North Vancouver                                  |
|  | Dan Albas                 | Conservateur | Okanagan—Coquihalla                              |
|  | Colin Mayes               | Conservateur | Okanagan—Shuswap                                 |
|  | Randy Kamp                | Conservateur | Pitt Meadows—Maple Ridge—Mission                 |
|  | James Moore               | Conservateur | Port Moody—Westwood—Port Coquitlam               |
|  | Bob Zimmer                | Conservateur | Prince George—Peace River                        |
|  | Alice Wong                | Conservateur | Richmond                                         |
|  | Elizabeth May             | Vert         | Saanich—Gulf Islands                             |
|  | Nathan Cullen             | NPD          | Skeena—Bulkley Valley                            |
|  | Jasbir Sandhu             | NPD          | Surrey-Nord                                      |
|  | Russ Hiebert              | Conservateur | Surrey-Sud—White Rock—Cloverdale                 |
|  | Hedy Fry                  | Libéral      | Vancouver-Centre                                 |
|  | Libby Davies              | NPD          | Vancouver-Est                                    |
|  | Don Davies                | NPD          | Vancouver Kingsway                               |
|  | Joyce Murray              | Libéral      | Vancouver Quadra                                 |
|  | Wai Young                 | Conservateur | Vancouver-Sud                                    |
|  | Denise Savoie (2006-2012) | NPD          | Victoria                                         |
|  | Murray Rankin (2012-)     | NPD          | Victoria                                         |
|  | John Weston               | Conservateur | West Vancouver—Sunshine Coast—Sea to Sky Country |

### Île-du-Prince-Édouard
|  | Nom               | Parti        | Circonscription |
|  | ----------------- | ------------ | --------------- |
|  | Lawrence MacAulay | Libéral      | Cardigan        |
|  | Sean Casey        | Libéral      | Charlottetown   |
|  | Gail Shea         | Conservateur | Egmont          |
|  | Wayne Easter      | Libéral      | Malpeque        |

### Manitoba
|  | Nom                   | Parti        | Circonscription                  |
|  | --------------------- | ------------ | -------------------------------- |
|  | Merv Tweed            | Conservateur | Brandon—Souris                   |
|  | Larry Maguire (2013-) | Conservateur | Brandon—Souris                   |
|  | Steven Fletcher       | Conservateur | Charleswood—St. James—Assiniboia |
|  | Niki Ashton           | NPD          | Churchill                        |
|  | Robert Sopuck         | Conservateur | Dauphin—Swan River—Marquette     |
|  | Lawrence Toet         | Conservateur | Elmwood—Transcona                |
|  | Joy Smith             | Conservateur | Kildonan—St. Paul                |
|  | Candice Hoeppner      | Conservateur | Portage—Lisgar                   |
|  | Vic Toews (2000-2013) | Conservateur | Provencher                       |
|  | Ted Falk (2013-)      | Conservateur | Provencher                       |
|  | Shelly Glover         | Conservateur | Saint-Boniface                   |
|  | James Bezan           | Conservateur | Selkirk—Interlake                |
|  | Pat Martin            | NPD          | Winnipeg-Centre                  |
|  | Joyce Bateman         | Conservateur | Winnipeg-Centre-Sud              |
|  | Kevin Lamoureux       | Libéral      | Winnipeg-Nord                    |
|  | Rod Bruinooge         | Conservateur | Winnipeg-Sud                     |

### Nouveau-Brunswick
|  | Nom                  | Parti        | Circonscription             |
|  | -------------------- | ------------ | --------------------------- |
|  | Yvon Godin           | NPD          | Acadie—Bathurst             |
|  | Dominic LeBlanc      | Libéral      | Beauséjour                  |
|  | Keith Ashfield       | Conservateur | Fredericton                 |
|  | Rob Moore            | Conservateur | Fundy Royal                 |
|  | Bernard Valcourt     | Conservateur | Madawaska—Restigouche       |
|  | Tilly O'Neill-Gordon | Conservateur | Miramichi                   |
|  | Robert Goguen        | Conservateur | Moncton—Riverview—Dieppe    |
|  | John Williamson      | Conservateur | Nouveau-Brunswick-Sud-Ouest |
|  | Rodney Weston        | Conservateur | Saint John                  |
|  | Michael Allen        | Conservateur | Tobique—Mactaquac           |

### Nouvelle-Écosse
|  | Nom             | Parti        | Circonscription                           |
|  | --------------- | ------------ | ----------------------------------------- |
|  | Rodger Cuzner   | Libéral      | Cape Breton—Canso                         |
|  | Scott Armstrong | Conservateur | Cumberland—Colchester—Musquodoboit Valley |
|  | Robert Chisholm | NPD          | Dartmouth—Cole Harbour                    |
|  | Megan Leslie    | NPD          | Halifax                                   |
|  | Geoff Regan     | Libéral      | Halifax-Ouest                             |
|  | Scott Brison    | Libéral      | Kings—Hants                               |
|  | Peter MacKay    | Conservateur | Nova-Centre                               |
|  | Greg Kerr       | Conservateur | Nova-Ouest                                |
|  | Peter Stoffer   | NPD          | Sackville—Eastern Shore                   |
|  | Gerald Keddy    | Conservateur | South Shore—St. Margaret's                |
|  | Mark Eyking     | Libéral      | Sydney—Victoria                           |

### Ontario
|  | Nom                                   | Parti                     | Circonscription                       |
|  | ------------------------------------- | ------------------------- | ------------------------------------- |
|  | Chris Alexander                       | Conservateur              | Ajax—Pickering                        |
|  | Carol Hughes                          | NPD                       | Algoma—Manitoulin—Kapuskasing         |
|  | David Sweet                           | Conservateur              | Ancaster—Dundas—Flamborough—Westdale  |
|  | Patrick Brown                         | Conservateur              | Barrie                                |
|  | Matthew Kellway                       | NPD                       | Beaches—East York                     |
|  | Bal Gosal                             | Conservateur              | Bramalea—Gore—Malton                  |
|  | Kyle Seeback                          | Conservateur              | Brampton-Ouest                        |
|  | Parm Gill                             | Conservateur              | Brampton—Springdale                   |
|  | Phil McColeman                        | Conservateur              | Brant                                 |
|  | Larry Miller                          | Conservateur              | Bruce—Grey—Owen Sound                 |
|  | Mike Wallace                          | Conservateur              | Burlington                            |
|  | Gary Goodyear                         | Conservateur              | Cambridge                             |
|  | Gordon O'Connor                       | Conservateur              | Carleton—Mississippi Mills            |
|  | Dave Van Kesteren                     | Conservateur              | Chatham-Kent—Essex                    |
|  | Andrew Cash                           | NPD                       | Davenport                             |
|  | Joe Daniel                            | Conservateur              | Don Valley-Est                        |
|  | John Carmichael                       | Conservate                | Don Valley-Ouest                      |
|  | David Tilson                          | Conservateur              | Dufferin—Caledon                      |
|  | Bev Oda (2004-2012)                   | Conservateur              | Durham                                |
|  | Erin O'Toole (2012-)                  | Conservateur              | Durham                                |
|  | Joe Oliver                            | Conservateur              | Eglinton—Lawrence                     |
|  | Joe Preston                           | Conservateur              | Elgin—Middlesex—London                |
|  | Jeff Watson                           | Conservateur              | Essex                                 |
|  | Ted Opitz                             | Conservateur              | Etobicoke-Centre                      |
|  | Bernard Trottier                      | Conservateur              | Etobicoke—Lakeshore                   |
|  | Kirsty Duncan                         | Libéral                   | Etobicoke-Nord                        |
|  | Pierre Lemieux                        | Conservateur              | Glengarry—Prescott—Russell            |
|  | Frank Valeriote                       | Libéral                   | Guelph                                |
|  | Diane Finley                          | Conservateur              | Haldimand—Norfolk                     |
|  | Barry Devolin                         | Conservateur              | Haliburton—Kawartha Lakes—Brock       |
|  | Lisa Raitt                            | Conservateur              | Halton                                |
|  | David Christopherson                  | NPD                       | Hamilton-Centre                       |
|  | Wayne Marston                         | NPD                       | Hamilton-Est—Stoney Creek             |
|  | Chris Charlton                        | NPD                       | Hamilton Mountain                     |
|  | Ben Lobb                              | Conservateur              | Huron—Bruce                           |
|  | Greg Rickford                         | Conservateur              | Kenora                                |
|  | Ted Hsu                               | Libéral                   | Kingston et les Îles                  |
|  | Stephen Woodworth                     | Conservateur              | Kitchener-Centre                      |
|  | Harold Albrecht                       | Conservateur              | Kitchener—Conestoga                   |
|  | Peter Braid                           | Conservateur              | Kitchener—Waterloo                    |
|  | Bev Shipley                           | Conservateur              | Lambton—Kent—Middlesex                |
|  | Scott Reid                            | Conservateur              | Lanark—Frontenac—Lennox and Addington |
|  | Gord Brown                            | Conservateur              | Leeds—Grenville                       |
|  | Susan Truppe                          | Conservateur              | London-Centre-Nord                    |
|  | Irene Mathyssen                       | NPD                       | London—Fanshawe                       |
|  | Ed Holder                             | Conservateur              | London-Ouest                          |
|  | John McCallum                         | Libéral                   | Markham—Unionville                    |
|  | Eve Adams                             | Conservateur (2011-2015)  | Mississauga—Brampton-Sud              |
|  | Eve Adams                             | Libéral (2015-)           | Mississauga—Brampton-Sud              |
|  | Bob Dechert                           | Conservateur              | Mississauga—Erindale                  |
|  | Wladyslaw Lizon                       | Conservateur              | Mississauga-Est—Cooksville            |
|  | Brad Butt                             | Conservateur              | Mississauga—Streetsville              |
|  | Stella Ambler                         | Conservateur              | Mississauga-Sud                       |
|  | Pierre Poilievre                      | Conservateur              | Nepean—Carleton                       |
|  | Lois Brown                            | Conservateur              | Newmarket—Aurora                      |
|  | Rob Nicholson                         | Conservateur              | Niagara Falls                         |
|  | Dean Allison                          | Conservateur              | Niagara-Ouest—Glanbrook               |
|  | Claude Gravelle                       | NPD                       | Nickel Belt                           |
|  | Jay Aspin                             | Conservateur              | Nipissing—Timiskaming                 |
|  | Rick Norlock                          | Conservateur              | Northumberland—Quinte West            |
|  | Paul Calandra                         | Conservateur              | Oak Ridges—Markham                    |
|  | Terence Young                         | Conservateur              | Oakville                              |
|  | Colin Carrie                          | Conservateur              | Oshawa                                |
|  | Paul Dewar                            | NPD                       | Ottawa-Centre                         |
|  | Royal Galipeau                        | Conservateur              | Ottawa—Orléans                        |
|  | John Baird                            | Conservateur              | Ottawa-Ouest—Nepean                   |
|  | David McGuinty                        | Libéral                   | Ottawa-Sud                            |
|  | Mauril Bélanger                       | Libéral                   | Ottawa—Vanier                         |
|  | Dave MacKenzie                        | Conservateur              | Oxford                                |
|  | Peggy Nash                            | NPD                       | Parkdale—High Park                    |
|  | Tony Clement                          | Conservateur              | Parry Sound—Muskoka                   |
|  | Gary Schellenberger                   | Conservateur              | Perth—Wellington                      |
|  | Dean Del Mastro                       | Conservateur (2006-2013)  | Peterborough                          |
|  | Dean Del Mastro                       | Indépendant (2013-)       | Peterborough                          |
|  | Corneliu Chisu                        | Conservateur              | Pickering—Scarborough-Est             |
|  | Daryl Kramp                           | Conservateur              | Prince Edward—Hastings                |
|  | Cheryl Gallant                        | Conservateur              | Renfrew—Nipissing—Pembroke            |
|  | Costas Menegakis                      | Conservateur              | Richmond Hill                         |
|  | Pat Davidson                          | Conservateur              | Sarnia—Lambton                        |
|  | Bryan Hayes                           | Conservateur              | Sault. Ste. Marie                     |
|  | Jim Karygiannis                       | Libéral                   | Scarborough—Agincourt                 |
|  | Roxanne James                         | Conservateur              | Scarborough-Centre                    |
|  | John McKay                            | Libéral                   | Scarborough—Guildwood                 |
|  | Rathika Sitsabaiesan                  | NPD                       | Scarborough—Rouge River               |
|  | Dan Harris                            | NPD                       | Scarborough-Sud-Ouest                 |
|  | Kellie Leitch                         | Conservateur              | Simcoe—Grey                           |
|  | Bruce Stanton                         | Conservateur              | Simcoe-Nord                           |
|  | Rick Dykstra                          | Conservateur              | St. Catharines                        |
|  | Carolyn Bennett                       | Libéral                   | St. Paul's                            |
|  | Guy Lauzon                            | Conservateur              | Stormont—Dundas—South Glengarry       |
|  | Glenn Thibeault                       | NPD                       | Sudbury                               |
|  | Peter Kent                            | Conservateur              | Thornhill                             |
|  | John Rafferty                         | NPD                       | Thunder Bay—Rainy River               |
|  | Bruce Hyer                            | Néo-démocrate (2008-2012) | Thunder Bay—Superior-Nord             |
|  | Bruce Hyer                            | Indépendant (2012-2013)   | Thunder Bay—Superior-Nord             |
|  | Bruce Hyer                            | Vert (2013-)              | Thunder Bay—Superior-Nord             |
|  | Charlie Angus                         | NPD                       | Timmins—Baie James                    |
|  | Bob Rae (2008-2013)                   | Libéral                   | Toronto-Centre                        |
|  | Chrystia Freeland (2013-)             | Libéral                   | Toronto-Centre                        |
|  | Jack Layton (2004-2011)               | NPD                       | Toronto—Danforth                      |
|  | Craig Scott (en) (2012-)              | NPD                       | Toronto—Danforth                      |
|  | Olivia Chow (2006-2014)               | NPD                       | Trinity—Spadina                       |
|  | Adam Vaughan                          | Libéral                   | Trinity—Spadina                       |
|  | Julian Fantino                        | Conservateur              | Vaughan                               |
|  | Malcolm Allen                         | NPD                       | Welland                               |
|  | Michael Chong                         | Conservateur              | Wellington—Halton Hills               |
|  | Jim Flaherty (jusqu'au 10 avril 2014) | Conservateur              | Whitby—Oshawa                         |
|  | Vacant                                |                           | Whitby—Oshawa                         |
|  | Chungsen Leung                        | Conservateur              | Willowdale                            |
|  | Brian Masse                           | NPD                       | Windsor-Ouest                         |
|  | Joe Comartin                          | NPD                       | Windsor—Tecumseh                      |
|  | Mark Adler                            | Conservateur              | York-Centre                           |
|  | Judy Sgro                             | Libéral                   | York-Ouest                            |
|  | Peter Van Loan                        | Conservateur              | York—Simcoe                           |
|  | Mike Sullivan                         | NPD                       | York-Sud—Weston                       |

### Québec
|  | Nom                       | Parti                            | Circonscription                              |
|  | ------------------------- | -------------------------------- | -------------------------------------------- |
|  | Romeo Saganash            | NPD                              | Abitibi—Baie-James—Nunavik—Eeyou             |
|  | Christine Moore           | NPD                              | Abitibi—Témiscamingue                        |
|  | Maria Mourani             | Bloc québécois (2008-2013)       | Ahuntsic                                     |
|  | Maria Mourani             | Indépendant (2013-)              | Ahuntsic                                     |
|  | Rosane Doré Lefebvre      | NPD                              | Alfred-Pellan                                |
|  | Mylène Freeman            | NPD                              | Argenteuil—Papineau—Mirabel                  |
|  | Louis Plamondon           | Bloc québécois                   | Bas-Richelieu—Nicolet—Bécancour              |
|  | Maxime Bernier            | Conservateur                     | Beauce                                       |
|  | Anne Minh-Thu Quach       | NPD                              | Beauharnois—Salaberry                        |
|  | Raymond Côté              | NPD                              | Beauport—Limoilou                            |
|  | Ruth Ellen Brosseau       | NPD                              | Berthier—Maskinongé                          |
|  | Denis Coderre (1997-2013) | Libéral                          | Bourassa                                     |
|  | Emmanuel Dubourg (2013-)  | Libéral                          | Bourassa                                     |
|  | Pierre Jacob              | NPD                              | Brome—Missisquoi                             |
|  | Hoang Mai                 | NPD                              | Brossard—La Prairie                          |
|  | Matthew Dubé              | NPD                              | Chambly—Borduas                              |
|  | Anne-Marie Day            | NPD                              | Charlesbourg—Haute-Saint-Charles             |
|  | Sylvain Chicoine          | NPD                              | Châteauguay—Saint-Constant                   |
|  | Dany Morin                | NPD                              | Chicoutimi—Le Fjord                          |
|  | Jean Rousseau             | NPD                              | Compton—Stanstead                            |
|  | François Choquette        | NPD                              | Drummond                                     |
|  | Philip Toone              | NPD                              | Gaspésie—Îles-de-la-Madeleine                |
|  | Françoise Boivin          | NPD                              | Gatineau                                     |
|  | Jean-François Fortin      | Bloc québécois (2011-2014)       | Haute-Gaspésie—La Mitis—Matane—Matapédia     |
|  | Jean-François Fortin      | Indépendant (août-oct 2014)      | Haute-Gaspésie—La Mitis—Matane—Matapédia     |
|  | Jean-François Fortin      | Forces et Démocratie (oct 2014-) | Haute-Gaspésie—La Mitis—Matane—Matapédia     |
|  | Marjolaine Boutin-Sweet   | NPD                              | Hochelaga                                    |
|  | Paulina Ayala             | NPD                              | Honoré-Mercier                               |
|  | Nycole Turmel             | NPD                              | Hull—Aylmer                                  |
|  | Tyrone Benskin            | NPD                              | Jeanne-Le Ber                                |
|  | Francine Raynault         | NPD                              | Joliette                                     |
|  | Claude Patry              | NPD (2011-2013)                  | Jonquière—Alma                               |
|  | Claude Patry              | Bloc québécois (2013-)           | Jonquière—Alma                               |
|  | Ève Péclet                | NPD                              | La Pointe-de-l'Île                           |
|  | Francis Scarpaleggia      | Libéral                          | Lac-Saint-Louis                              |
|  | Hélène LeBlanc            | NPD                              | LaSalle—Émard                                |
|  | Marc-André Morin          | NPD                              | Laurentides—Labelle                          |
|  | Hélène Laverdière         | NPD                              | Laurier—Sainte-Marie                         |
|  | José Nunez-Melo           | NPD (2011-août 2015)             | Laval                                        |
|  | José Nunez-Melo           | Indépendant (août 2015-)         | Laval                                        |
|  | François Pilon            | NPD                              | Laval—Les Îles                               |
|  | Steven Blaney             | Conservateur                     | Lévis—Bellechasse                            |
|  | Pierre Nantel             | NPD                              | Longueuil—Pierre-Boucher                     |
|  | Jacques Gourde            | Conservateur                     | Lotbinière—Chutes-de-la-Chaudière            |
|  | Denis Blanchette          | NPD                              | Louis-Hébert                                 |
|  | Alexandrine Latendresse   | NPD                              | Louis-Saint-Laurent                          |
|  | Jonathan Genest-Jourdain  | NPD                              | Manicouagan                                  |
|  | Alain Giguère             | NPD                              | Marc-Aurèle-Fortin                           |
|  | Christian Paradis         | Conservateur                     | Mégantic—L'Érable                            |
|  | Manon Perreault           | NPD(2011-2014)                   | Montcalm                                     |
|  | Manon Perreault           | Indépendant (2014-)              | Montcalm                                     |
|  | Manon Perreault           | Forces et Démocratie (2015--)    | Montcalm                                     |
|  | François Lapointe         | NPD                              | Montmagny—L'Islet—Kamouraska—Rivière-du-Loup |
|  | Jonathan Tremblay         | NPD                              | Montmorency—Charlevoix—Haute-Côte-Nord       |
|  | Irwin Cotler              | Libéral                          | Mont-Royal                                   |
|  | Isabelle Morin            | NPD                              | Notre-Dame-de-Grâce—Lachine                  |
|  | Thomas Mulcair            | NPD                              | Outremont                                    |
|  | Justin Trudeau            | Libéral                          | Papineau                                     |
|  | Lysane Blanchette-Lamothe | NPD                              | Pierrefonds—Dollard                          |
|  | Mathieu Ravignat          | NPD                              | Pontiac                                      |
|  | Élaine Michaud            | NPD                              | Portneuf—Jacques-Cartier                     |
|  | Annick Papillon           | NPD                              | Québec                                       |
|  | Jean-François Larose      | NPD (2011 - oct 2014)            | Repentigny                                   |
|  | Jean-François Larose      | Forces et Démocratie (oct 2014-) | Repentigny                                   |
|  | André Bellavance          | Bloc québécois                   | Richmond—Arthabaska                          |
|  | André Bellavance          | Indépendant (2014-)              | Richmond—Arthabaska                          |
|  | Guy Caron                 | NPD                              | Rimouski-Neigette—Témiscouata—Les Basques    |
|  | Laurin Liu                | NPD                              | Rivière-des-Mille-Îles                       |
|  | Pierre Dionne Labelle     | NPD                              | Rivière-du-Nord                              |
|  | Denis Lebel               | Conservateur                     | Roberval—Lac-Saint-Jean                      |
|  | Alexandre Boulerice       | NPD                              | Rosemont—La Petite-Patrie                    |
|  | Djaouida Sellah           | NPD                              | Saint-Bruno—Saint-Hubert                     |
|  | Marie-Claude Morin        | NPD                              | Saint-Hyacinthe—Bagot                        |
|  | Tarik Brahmi              | NPD                              | Saint-Jean                                   |
|  | Sadia Groguhé             | NPD                              | Saint-Lambert                                |
|  | Stéphane Dion             | Libéral                          | Saint-Laurent—Cartierville                   |
|  | Massimo Pacetti           | Libéral                          | Saint-Léonard—Saint-Michel                   |
|  | Massimo Pacetti           | Indépendant (2012-)              | Saint-Léonard—Saint-Michel                   |
|  | Lise St-Denis             | NPD (2011-2012)                  | Saint-Maurice—Champlain                      |
|  | Lise St-Denis             | Libéral (2012-)                  | Saint-Maurice—Champlain                      |
|  | Réjean Genest             | NPD                              | Shefford                                     |
|  | Pierre-Luc Dusseault      | NPD                              | Sherbrooke                                   |
|  | Charmaine Borg            | NPD                              | Terrebonne—Blainville                        |
|  | Robert Aubin              | NPD                              | Trois-Rivières                               |
|  | Jamie Nicholls            | NPD                              | Vaudreuil-Soulanges                          |
|  | Sana Hassainia            | NPD(2011- août 2014)             | Verchères—Les Patriotes                      |
|  | Sana Hassainia            | Indépendant (août 2014-)         | Verchères—Les Patriotes                      |
|  | Marc Garneau              | Libéral                          | Westmount—Ville-Marie                        |

### Saskatchewan
|  | Nom               | Parti        | Circonscription                       |
|  | ----------------- | ------------ | ------------------------------------- |
|  | Gerry Ritz        | Conservateur | Battlefords—Lloydminster              |
|  | Lynne Yelich      | Conservateur | Blackstrap                            |
|  | David L. Anderson | Conservateur | Cypress Hills—Grasslands              |
|  | Rob Clarke        | Conservateur | Desnethé—Missinippi—Rivière Churchill |
|  | Ray Boughen       | Conservateur | Palliser                              |
|  | Randy Hoback      | Conservateur | Prince Albert                         |
|  | Tom Lukiwski      | Conservateur | Regina—Lumsden—Lake Centre            |
|  | Andrew Scheer     | Conservateur | Regina—Qu'Appelle                     |
|  | Bradley Trost     | Conservateur | Saskatoon—Humboldt                    |
|  | Kelly Block       | Conservateur | Saskatoon—Rosetown—Biggar             |
|  | Maurice Vellacott | Conservateur | Saskatoon—Wanuskewin                  |
|  | Ed Komarnicki     | Conservateur | Souris—Moose Mountain                 |
|  | Ralph Goodale     | Libéral      | Wascana                               |
|  | Garry Breitkreuz  | Conservateur | Yorkton—Melville                      |

### Terre-Neuve-et-Labrador
|  | Nom                        | Parti        | Circonscription                      |
|  | -------------------------- | ------------ | ------------------------------------ |
|  | Scott Andrews              | Libéral      | Avalon                               |
|  | Scott Simms                | Libéral      | Bonavista—Gander—Grand Falls—Windsor |
|  | Gerry Byrne                | Libéral      | Humber—St. Barbe—Baie Verte          |
|  | Peter Penashue (2011-2013) | Conservateur | Labrador                             |
|  | Yvonne Jones (2013-)       | Libéral      | Labrador                             |
|  | Judy Foote                 | Libéral      | Random—Burin—St. George's            |
|  | Jack Harris                | NPD          | St. John's-Est                       |
|  | Ryan Cleary                | NPD          | St. John's-Sud—Mount Pearl           |

### Territoires
|  | Nom              | Parti        | Circonscription |
|  | ---------------- | ------------ | --------------- |
|  | Leona Aglukkaq   | Conservateur | Nunavut         |
|  | Dennis Bevington | NPD          | Western Arctic  |
|  | Ryan Leef        | Conservateur | Yukon           |

## Modifications à la députation
| Date              | Nom                  | Circonscription                               | Parti | Parti  | Parti | Parti  | Notes |
| ----------------- | -------------------- | --------------------------------------------- | ----- | ------ | ----- | ------ | --- |
| 22 août 2011      | Jack Layton          | Toronto—Danforth (ON)                         |       | NPD    |       | vacant | Décès en fonction |
| 5 décembre 2011   | Peter Goldring       | Edmonton-Est (AB)                             |       | Con.   |       | Ind.   | Départ volontaire du caucus |
| 10 janvier 2012   | Lise St-Denis        | Saint-Maurice—Champlain (QC)                  |       | NPD    |       | Lib.   | Changement d'affiliation |
| 19 mars 2012      | Craig Scott (en)     | Toronto-Danforth (ON)                         |       | vacant |       | NPD    | Élection lors d'une élection partielle                                                                                               |
| 23 avril 2012     | Bruce Hyer           | Thunder Bay—Superior-Nord (ON)                |       | NPD    |       | Ind.   | Départ volontaire du caucus |
| 30 mai 2012       | Lee Richardson       | Calgary-Centre (AB)                           |       | Con.   |       | vacant | Démission pour accepter un emploi chez la première ministre albertaine Alison Redford.                                               |
| 31 juillet 2012   | Bev Oda              | Durham (ON)                                   |       | Con.   |       | vacant | Retrait de la vie politique |
| 31 août 2012      | Denise Savoie        | Victoria (CB)                                 |       | NPD    |       | vacant | Retrait de la vie politique pour raisons de santé                                                                                    |
| 26 novembre 2012  | Joan Crockatt        | Calgary-Centre (AB)                           |       | vacant |       | Con.   | Élection lors d'une élection partielle                                                                                               |
| 26 novembre 2012  | Erin O'Toole         | Durham (ON)                                   |       | vacant |       | Con.   | Élection lors d'une élection partielle                                                                                               |
| 26 novembre 2012  | Murray Rankin        | Victoria (CB)                                 |       | vacant |       | NPD    | Élection lors d'une élection partielle                                                                                               |
| 28 février 2013   | Claude Patry         | Jonquière-Alma (QC)                           |       | NPD    |       | BQ     | Changement d'affiliation |
| 14 mars 2013      | Peter Penashue       | Labrador (TNL)                                |       | Con.   |       | vacant | Démission pour se représenter à la suite d'une controverse                                                                           |
| 13 mai 2013       | Yvonne Jones         | Labrador (TNL)                                |       | vacant |       | Lib.   | Élection lors d'une élection partielle                                                                                               |
| 2 juin 2013       | Denis Coderre        | Bourassa (QC)                                 |       | Lib.   |       | vacant | Démission pour être candidat à la mairie de Montréal                                                                                 |
| 5 juin 2013       | Brent Rathgeber      | Edmonton—St. Albert (AB)                      |       | Con.   |       | Ind.   | Départ volontaire du caucus |
| 6 juin 2013       | Peter Goldring       | Edmonton-Est (AB)                             |       | Ind.   |       | Con.   | Retour au sein du caucus |
| 9 juillet 2013    | Vic Toews            | Provencher (MB)                               |       | Con.   |       | vacant | Démission |
| 31 juillet 2013   | Bob Rae              | Toronto-Centre (ON)                           |       | Lib.   |       | vacant | Démission pour devenir médiateur des Premières Nations de l'Ontario                                                                  |
| 31 août 2013      | Merv Tweed           | Brandon-Souris (MB)                           |       | Con.   |       | vacant | Démission pour devenir président d'OmniTRAX (en)                                                                                     |
| 12 septembre 2013 | Maria Mourani        | Ahuntsic (QC)                                 |       | BQ     |       | Ind.   | Expulsion du caucus en raison de ses commentaires contre la Charte des valeurs québécoises proposé par le gouvernement provincial PQ |
| 26 septembre 2013 | Dean Del Mastro      | Peterborough (ON)                             |       | Con.   |       | Ind.   | Expulsion du caucus après avoir été accusé de fraudes électorales                                                                    |
| 6 novembre 2013   | Ted Menzies          | Macleod (AB)                                  |       | Con.   |       | vacant | Démission |
| 25 novembre 2013  | Emmanuel Dubourg     | Bourassa (QC)                                 |       | vacant |       | Lib.   | Élection lors d'une élection partielle                                                                                               |
| 25 novembre 2013  | Ted Falk             | Provencher (MB)                               |       | vacant |       | Con.   | Élection lors d'une élection partielle                                                                                               |
| 25 novembre 2013  | Chrystia Freeland    | Toronto-Centre (ON)                           |       | vacant |       | Lib.   | Élection lors d'une élection partielle                                                                                               |
| 25 novembre 2013  | Larry Maguire        | Brandon—Souris (MB)                           |       | vacant |       | Con.   | Élection lors d'une élection partielle                                                                                               |
| 13 décembre 2013  | Bruce Hyer           | Thunder Bay—Superior-Nord (ON)                |       | Ind.   |       | Vert   | Changement d'affiliation |
| 17 janvier 2014   | Brian Jean           | Fort McMurray-Athabasca (AB)                  |       | Con.   |       | vacant | Démission |
| 12 mars 2014      | Olivia Chow          | Trinity—Spadina (ON)                          |       | NPD    |       | vacant | Démission pour se présenter à la mairie de Toronto                                                                                   |
| 10 avril 2014     | Jim Flaherty         | Whitby—Oshawa (ON)                            |       | Con.   |       | vacant | Décès en fonction |
| 30 juin 2014      | Arnold Chan          | Scarborough—Agincourt (ON)                    |       | vacant |       | Lib.   | Élection lors d'une élection partielle                                                                                               |
| 30 juin 2014      | Adam Vaughan         | Trinity—Spadina (ON)                          |       | vacant |       | Lib.   | Élection lors d'une élection partielle                                                                                               |
| 30 juin 2014      | David Yurdiga        | Fort McMurray—Athabasca (AB)                  |       | vacant |       | Con.   | Élection lors d'une élection partielle                                                                                               |
| 30 juin 2014      | John Barlow          | Macleod (AB)                                  |       | vacant |       | Con.   | Élection lors d'une élection partielle                                                                                               |
| 12 août 2014      | Jean-François Fortin | Haute-Gaspésie—La Mitis—Matane—Matapédia (QC) |       | BQ     |       | Ind.   | Départ du caucus en raison de désaccord avec le chef Mario Beaulieu.                                                                 |
| 25 août 2014      | André Bellavance     | Richmond—Arthabaska (QC)                      |       | BQ     |       | Ind.   | Départ du caucus en raison de désaccord avec le chef Mario Beaulieu.                                                                 |
| 21 octobre 2014   | Jean-François Fortin | Haute-Gaspésie—La Mitis—Matane—Matapédia (QC) |       | Ind.   |       | FD     | Changement d'affiliation et fondation de Forces et Démocratie.                                                                       |
| 21 octobre 2014   | Jean-François Larose | Repentigny (QC)                               |       | NPD    |       | FD     | Changement d'affiliation et fondation de Forces et Démocratie.                                                                       |
| 21 octobre 2014   | Eve Adams            | Mississauga—Brampton-Sud (ON)                 |       | Con.   |       | Lib.   | Changement d'affiliation à la suite de sa non-ré-investiture par Parti conservateur.                                                 |

## Chronologie de la législature

### 2011
- 2 mai 2011 : 41e élection fédérale. Le Parti conservateur du Canada obtient un gouvernement majoritaire, le Nouveau Parti démocratique élit 102 députés et forme l'Opposition officielle, Gilles Duceppe démissionne de la chefferie du Bloc québécois et est remplacé par Vivian Barbot (présidente par interim du Bloc).
- 25 mai 2011 : Michael Ignatieff démissionne de la chefferie du Parti libéral du Canada, Bob Rae devient chef par interim.
- 3 juin 2011 : Ouverture officielle de la 41e législature.
- 25 juillet 2011 : Le nouveau chef de l'opposition Jack Layton (Toronto—Danforth) annonce qu'il doit suspendre temporairement ses fonctions de chef du NPD à la suite d'un diagnostic de cancer et annonce son intention de retourner à la Chambre des communes en septembre 2011. Nycole Turmel (Hull—Aylmer) est nommée chef temporaire du parti.
- 22 août 2011 : Jack Layton meurt à la suite de son cancer. Nycole Turmel assume la position de chef de l'opposition par intérim.
- 5 décembre 2011 : Peter Goldring (Edmonton-Est) quitte volontairement le Parti conservateur après avoir été arrêté pour conduite avec facultés affaiblies.
- 11 décembre 2011 : Daniel Paillé (Louis-Hébert) est élu chef du Bloc québécois.
- 16 décembre 2011 : Annonce de la création de 30 nouveaux sièges à la Chambre des communes, dont 15 en Ontario, 6 en Colombie-Britannique, 6 en Alberta et 3 au Québec.

### 2012
- 10 janvier 2012 : Lise St-Denis (Saint-Maurice—Champlain) quitte le NPD pour se joindre au Parti libéral.
- 19 mars 2012 : Craig Scott (NPD) remporte l'élection partielle de Toronto—Danforth.
- 24 mars 2012 : Thomas Mulcair (Outrement) est élu chef du NPD.
- 23 avril 2012 : Bruce Hyer (Thunder Bay—Superior-Nord) quitte le NPD après avoir voté contre la position de son parti sur le Registre canadien des armes à feu.
- 18 mai 2012 : La Cour supérieure de l'Ontario déclare que les résultats de l'élection à Etobicoke-Centre contiennent des cas d'irrégularités, alors que Ted Opitz (conservateur) a gagné par seulement 26 voix de plus que Borys Wrzesnewskyj (libéral). Le juge rejette 79 bulletins de vote et déclare que l’élection est « nulle ».
- 30 mai 2012 : Lee Richardson (conservatrice, Calgary-Centre) démissionne pour devenir secrétaire principal de la première ministre de l'Alberta, Alison Redford.
- 13 juin 2012 : Bob Rae (Toronto-Centre) annonce qu'il ne sera pas candidat à la direction permanente du Parti libéral.
- 13 juillet 2012 : Bev Oda (Durham) démissionne de son poste de ministre de la Coopération internationale et de son poste de députée.
- 31 août 2012 : Denise Savoie (NPD, Victoria) démissionne de son poste pour des raisons de santé.
- 25 octobre 2012 : La Cour suprême du Canada confirme le résultat d'Etobicoke-Centre et Ted Opitz (conservateur) garde son siège.
- 26 novembre 2012 : Les conservateurs Joan Crockatt et Erin O'Toole remportent les élections partielles de Calgary-Centre et Durham et le néo-démocrate Murray Rankin emporte celle de Victoria.

### 2013
- 28 février 2013 : Claude Patry (Jonquière-Alma) quitte le NPD pour rejoindre le Bloc québécois.
- 14 mars 2013 : à la suite d'une controverse sur des dons de campagne lors de l'élection de 2011, Peter Penashue (conservateur, Labrador) démissionne du poste de ministre des Affaires intergouvernementales et de député et pour se représenter à l'élection partielle du 13 mai.
- 14 avril 2013 : Justin Trudeau (Papineau) est élu chef du Parti libéral.
- 13 mai 2013 : Yvonne Jones (libérale) remporte l'élection partielle à Labrador et défait l'ancien député conservateur Peter Penashue.
- 2 juin 2013 : Denis Coderre (libéral, Bourassa) démissionne pour se présenter à la mairie de Montréal.
- 13 septembre 2013 : Maria Mourani (Ahuntsic) quitte le Bloc québécois à la suite de son expulsion du caucus à propos du débat sur la charte des valeurs.
- 13 décembre 2013 : Bruce Hyer (Thunder Bay-Superior-Nord), qui avait quitté le NPD en 2012, rejoint le Parti vert.
- 16 décembre 2013 : Daniel Paillé (Louis-Hébert)démissionne de la direction du Bloc québécois en raison de son état de santé. André Bellavance (Richmond—Arthabaska) devient chef du parti par intérim.

### 2014
- 12 mars 2014 : Olivia Chow (NPD, Trinity—Spadina), la veuve de Jack Layton, démissionne pour se présenter à la mairie de Toronto.
- 1er mai 2014 : La Loi sur la représentation équitable entre en vigueur.
- 14 juin 2014 : Mario Beaulieu est élu chef du Bloc québécois.
- 20 octobre 2014 : Jean-François Fortin (Haute-Gaspésie—La Mitis—Matane—Matapédia) fonde Forces et Démocratie avec Jean-François Larose (Repentigny), qui quitte le NPD.

### 2015
- 10 juin 2015 : Mario Beaulieu quitte la chefferie du Bloc québécois et est remplacé par Gilles Duceppe.
- 2 août 2015 : Proclamation de la dissolution de la 41e législature par le gouverneur général sur demande du premier ministre Stephen Harper.